# Siège du château de Kanbara
Le siège du château de Kanbara en 1569 est un des nombreux sièges entrepris par le clan Takeda contre les territoires du clan Go-Hōjō durant l'époque Sengoku de l'histoire du Japon. Takeda Katsuyori, fils du chef du clan Takeda Shingen, mène le siège contre le château situé dans la province de Suruga et occupé par une garnison de 1 000 hommes sous le commandement de Hōjō Tsunashige, le neveu de Hōjō Sōun.
Le château tombe le 6 décembre 1569.

## Source de la traduction
- (en) Cet article est partiellement ou en totalité issu de l’article de Wikipédia en anglais intitulé « Siege of Kanbara » (voir la liste des auteurs).